# Raiffeisen Zentralbank

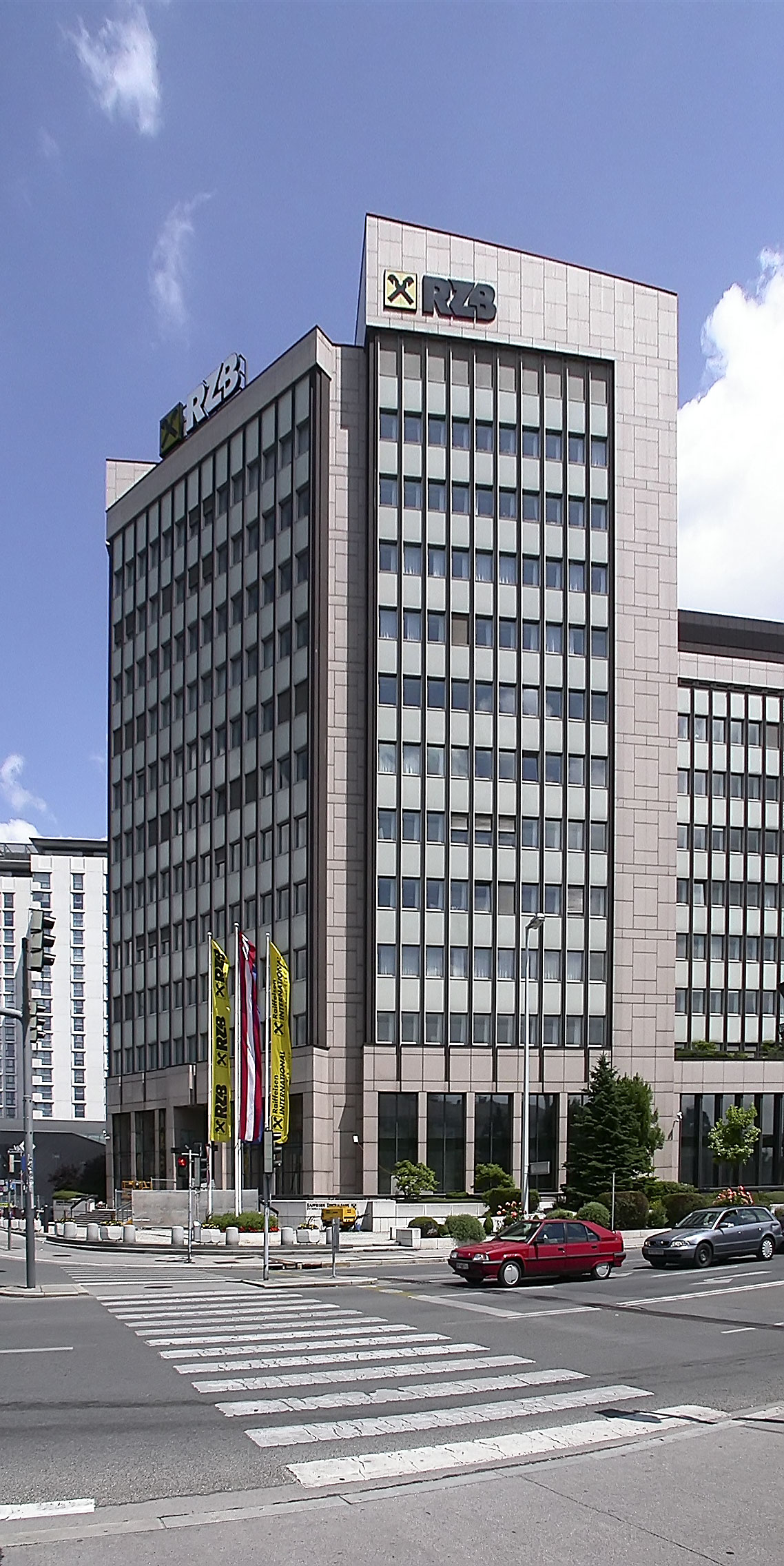
Central de RZB en Viena.

Raiffeisen Zentralbank Österreich AG es la institución central del grupo bancario Raiffeisen Banking Group Austria (RBG) y también funciona como centro de todo el Grupo RZB, en el que la compañía cotizada Raiffeisen Bank International AG (RBI) con su red bancaria en Europa Central y del Este (ECE) es el mayor miembro.
El Grupo RZB es el tercer mayor banco austriaco. A finales de 2010, la hoja balance total del Grupo RZB ascendía a 136.500 millones de euros. RZB tiene varias subsidiarias especializadas.
Raiffeisen Zentralbank Österreich AG es miembro de la Asociación Austriaca Raiffeisen, que entre otras cosas funciona como asociación de representación de los intereses de todas las cooperativas austríacas Raiffeisen.

## Historia
La reunión constitutiva de los accionistas del centro giro de las cooperativas austríacas Raiffeisen se llevó a cabo el 16 de agosto de 1927. Con esto, fue establecida una institución central para el Grupo Bancario Raiffeisen, y desde entonces esta institución ha funcionado como el representante nacional e internacional y coordinador del Grupo. La fundación tuvo lugar unas cuatro décadas después de la fundación de la primera cooperativa de ahorros austríaca en utilizar el sistema divisado por Friedrich Wilhelm Raiffeisen. El nombre original de la compañía era Girozentrale der österreichischen Genossenschaften. En 1939, después de la anexión alemana de Austria, los nuevos propietarios alemanes cambiaron el nombre a Genossenschaftliche Zentralbank der Ostmark Aktiengesellschaft, y entonces en 1942 a Genossenschaftliche Zentralbank Wien Aktiengesellschaft. Desde 1953, el nuevo nombre fue Genossenschaftliche Zentralbank Aktiengesellschaft, con la abreviación GZB también utilizada por la compañía. Desde 1989, el banco ha sido nombrado Raiffeisen Zentralbank Österreich Aktiengesellschaft, abreviado como RZB.
Fundada primeramente como una oficina de compensación de liquidez para el Grupo Bancario Raiffeisen, la compañía ya en sus primeros diez años de operación expandió significativamente sus actividades de negocio para incluir campos como el intercambio de divisas y transacciones internacionales, préstamos, aceptación de depósitos e inversión en acciones. Junto con esto, el número de trabajadores ascendió hasta 85 empleados al final de su primera década de existencia. En 1938, un día después de la ocupación alemana de Austria, fue tomado bajo el control de un administrador provisional y subsecuentemente nacionalizado. El banco no fue devuelto a sus propietarios anteriores a la guerra hasta 1955.

### Desarrollos clave desde la década de 1950
En la década de 1950, GZB empezó a expandir y transformar sus operaciones extranjeras. Esto también fue reflejado claramente en el crecimiento del banco, con un número de empleados que alcanzaba casi los 200 en 1957. A finales de la década de 1950, el banco empezó a fundar compañías especializadas o para invertir en ellas. Trabajando conjuntamente con las cooperativas también permitió ofrecer a cada uno de los bancos Raiffeisen y a sus cliente un rango global de servicios financieros. La cartera de productos del Grupo Bancario Raiffeisen fue también ampliada con la fundación de las empresas especializadas Raiffeisen Building Society, Raiffeisen Seguros, Raiffeisen Leasing entre otras.

### Expansión en Europa Central y del Este en la década de 1980
Junto con su posición de uno de los mayores bancos comerciales y de inversión en Austria, RZB empezó el desarrollo de otra zona de negocio principal ya en la década de 1980, con la fundación del ahora Raiffeisen Bank en Budapest en 1986. Esta decisión temprana estratégica de expandirse por Europa Central y del Este (ECE) probó ser una de las más importantes en la historia de RZB. Empezando en 1989, con el colapso de los regímenes comunistas, RZB se centró intensamente en la región ECE, inicialmente fundando numerosos bancos para construir una red viable, que fue complementada entonces con adquisiciones desde 2000.
Junto con Austria, RZB considera la región de Europa Central y del Este (ECE) mercado principal. El banco filial Raiffeisen Bank International fue formado con la fusión de Raiffeisen International Bankholding AG y las bancos corporativos y participaciones relacionadas de RZB. RZB actualmente posee una participación de aproximadamente el 78,5% (con el resto de cotización libre) y opera una de las mayores redes bancarias en Europa Central y Oriental.

## Propietarios
RZB es propiedad en un 87.70% de R-Landesbanken-Beteiligung GmbH, que a su vez es propiedad de nueve bancos Raiffeisen regionales austríacos (ocho centros regionales y el Zveza Bank).
Otros propietarios del RZB incluyen:
- UBG-Bankenbeteiligungs Gesellschaft m.b.H. (5.14%),
- UNIQA Versicherungen AG (2.63%),
- el grupo de almacenamiento RWA Raiffeisen Ware Austria (2.57%),
- Raiffeisen Beteiligung GmbH (4%) and
- Landes-Hypothekenbank Steiermark (0.18%).

## Raiffeisen Bank International
Vía su filial cotizada en bolsa Raiffeisen Bank International (RBI), RZB opera una red bancaria en Europa Central y del Este. Se cubren 17 mercados con bancos filiales, compañías de leasing y oficinas de representación. A final de 2010, RBI servía a más de 14 millones de clientes vía unas 3.000 oficinas sucursales. A finales de febrero de 2010, el consejero delegado de RZB Walter Rothensteiner anunció una posible fusión de RZB con Raiffeisen International Bank-Holding AG (RI). Este movimiento abriría a un acceso más amplio al capital, y los mercados de bonos y dinero. Como todos estos cambios serían dentro del grupo tendrían pocos efectos en los ratios. La junta de accionistas del 7 de julio aprobó separar del RZB los negocios de banca comercial al cliente y participaciones relacionadas y fusionarlas con el RI. Al día siguiente, los accionistas del RI aprobaron esta fusión en la junta general de accionistas. La nueva institución, Raiffeisen Bank International AG, empezó sus actividades el 11 de octubre de 2010.

## Participaciones
Raiffeisen Zentralbank, los bancos Raiffeisen regionales y Raiffeisen-Holding Niederösterreich-Wien tienen numerosas inversiones en compañías en varios campos de negocio. Las mejor conocidas son estas:
- UNIQA Versicherungen AG (25,7% per Dez. 2004),
- Agrana,
- Strabag,
- Mediaprint (Kurier),
- Salinen Österreich,
- Landeshypothekenbanken para Baja Austria, Salzburgo y Estiria,
- Do & Co,
- Demel
- Österreichische Lotterien

Otras compañías con participación de RZB incluye:
- Kathrein & Co. Privatgeschäftsbank AG
- Notartreuhandbank AG
- ZHS Office- & Facilitymanagement GmbH

## Controversias
Un número de investigadores han sugerido que Raiffeisen Zentralbank está involucrado en el lavado de dinero de la mafia rusa.
Cuando la periodista moldava Natalia Morari investigó los flujos de dinero que involucraban al Raiffeisen Zentralbank, la periodista dijo que había recibido amenazas de muerte del FSB y fue expulsada de Rusia.
El portavoz de Gazprom ha afirmado que Raiffeisen Investment AG es un socio de Gazprom en RosUkrEnergo, una compañía opaca ucraniana. Un interfax del 6 de agosto de 2007 reportó que "filiales al 100% del banco ruso Gazprombank y el banco austríaco Raiffeisen crearon la compañía RosUkrEnergoprom para el suministro de gas turcomano en el mercado ucraniano. La compañía, compartida por las partes al 50-50, será registrada en Suiza". Sin embargo, Raiffeisen Investment ha afirmado que solo gestiona RosUkrEnergo para un desconocido "hombre de negocios ucraniano".
De acuerdo con los documentos puestos al descubierto por los cables diplomáticos estadounidenses de wikileaks, los diplomáticos estadounidenses sospechan que Raiffeisen Investmente era "una fachada para proporcionar legitimidad a la compañía gasística que sospechamos controla Semyon Mogilevich-criminal ruso señalado por EE.UU]".
Uno de los casos involucró un banco ruso llamado "Diskont". Para ilustrar la escala del lavado de dinero, $1.600 millones fueron transferidos de cuentas bancarias del Diskont Bank al Raiffeisen el 29 de agosto de 2006. De acuerdo con New York Times, Diskont recibió una comisión del 10% por la transferencia realizada. En septiembre de 2006, el vicepresidente del Banco Central de Rusia, Andrey Kozlov, revocó la licencia del Diskont. Unos días después Kozlov fue asesinado.
El banco también ha sido sospechoso de lavado de dinero de la mafia italiana.